# Авельяц
Авельяц (арм. Ավելյաց) — тринадцатый (дополнительный) месяц древнеармянского календаря. В невисокосном году авельяц имел 5 дней, а в високосном — 6. Авельяц длился с 6 по 10 августа.
Пять дней месяца авельяца посвящались пяти видимым планетам − Пайлацу (Меркурий), Арусяк (Венера), Храт (Марс), Луснтаг (Юпитер) и Еревак или Зрвак (Сатурн).